# Pałac w Żeleźniku
Pałac w Żeleźniku (niem. Schloss Eisenberg) – zabytkowy pałac w Żeleźniku – wsi w Polsce, w województwie dolnośląskim, w powiecie strzelińskim, w gminie Strzelin.

## Historia
Barokowy pałac wybudowany w początkach XVIII w.; przebudowany w następnym stuleciu w latach 1910-20. Pomimo zniszczeń z 1945 posiada dekoracje stiukowe wnętrz. Obiekt jest częścią zespołu pałacowego, w skład którego wchodzą jeszcze: 
- park,
- gołębnik,
- altana, z końca XIX w.,
- spichlerz murowany z końca XVIII w., przebudowany w pierwszych latach XX w.